# Eudonia
Genre
Eudonia est un genre d'insectes de l'ordre des lépidoptères (papillons).

## Liste des espèces rencontrées en Europe
- Eudonia aequalis (Kyrki & Svensson, 1986)
- Eudonia alpina (Curtis, 1850)
- Eudonia angustea (Curtis, 1827)
- Eudonia decorella (Stainton, 1859)
- Eudonia delunella (Stainton, 1849)
- Eudonia geminoflexuosa (Nuss, Karsholt & Meyer 1998)
- Eudonia interlinealis (Warren, 1905)
- Eudonia lacustrata (Panzer, 1804)
- Eudonia laetella (Zeller, 1846)
- Eudonia liebmanni (Petry, 1904)
- Eudonia lineola (Curtis, 1827)
- Eudonia luteusalis (Hampson, 1907)
- Eudonia melanographa (Hampson, 1907)
- Eudonia mercurella (Linnaeus, 1758)
- Eudonia murana (Curtis, 1827)
- Eudonia pallida (en) (Curtis, 1827)
- Eudonia parviangusta (Nuss, Karsholt & Meyer, 1998)
- Eudonia petrophila (Standfuss, 1848)
- Eudonia phaeoleuca (Zeller, 1846)
- Eudonia scoriella (Wollaston, 1858)
- Eudonia senecaensis (Huemer & Leraut, 1993)
- Eudonia shafferi (Nuss, Karsholt & Meyer, 1998)
- Eudonia speideli (Leraut, 1982)
- Eudonia stenota (Wollaston, 1858)
- Eudonia sudetica (Zeller, 1839)
- Eudonia truncicolella (Stainton, 1849)
- Eudonia vallesialis (Duponchel, 1832)